# ماركوس أرماس
ماركوس أرماس (بالإسبانية: Marcos Armas)‏ هو لاعب كرة قاعدة فنزويلي، ولد في 5 أغسطس 1969 في Puerto Píritu ‏ في فنزويلا.

## وصلات خارجية
- ماركوس أرماس على موقعبيزبول رفرنس.كوم (الدوري الرئيسي) (الإنجليزية)
- ماركوس أرماس على موقعبيزبول رفرنس.كوم (الدوري الثانوي) (الإنجليزية)